# Čang in Eng Bunker
Čang in Eng Bunker, zraščena dvojčka, *11. maj 1811, Melange, Siam danes Tajska, † 17. januar 1874, Mount Airy, Severna Karolina, ZDA
Brata Čang in Eng sta svetovno znana zraščena dvojčka. Rojena sta bila v Siamu (danes Tajska), v provinci Samut Songkhram, kitajskemu očetu in pol kitajski, pol čamski materi.
Po prihodu v Združene države Amerike v letu 1829 sta pričela z nastopi v cirkusih in se kasneje osamosvojila. S svojimi nastopi sta zaslovela in zaslužila precejšnje premoženje. Kasneje sta se ustalila in ob tem privzela tudi priimek »Bunker«. Kljub svoji posebnosti sta postala spoštovana in cenjena v družbi. Poročila sta se s sestrama Yates s katerima sta imela skupaj kar 21 otrok. 
Brata Bunker sta bila dvojčka zraščena z ledvenim predelom v sila majhnem obsegu s skupnim hrustancem in delom kože. Nista imela skupnih notranjih organov, zato bi ju z današnjim znanjem medicine sila enostavno ločili.
Zaradi slave bratov Bunker se po njuni rojstni domovini danes vsi zraščeni dvojčki imenujejo siamski dvojčki.
Umrla sta v presledku dveh in pol ur.